# Barrage d'Idukki
 (janvier 2016).
Si vous disposez d'ouvrages ou d'articles de référence ou si vous connaissez des sites web de qualité traitant du thème abordé ici, merci de compléter l'article en donnant les références utiles à sa vérifiabilité et en les liant à la section « Notes et références ».
Le barrage d'Idukki est un barrage voûte au Kerala en Inde sur le Periyar. Il est associé à une centrale hydroélectrique de 780 MW.